# Arthur Dreyfus
Pour les articles homonymes, voir Dreyfus.
Pour les articles ayant des titres homophones, voir Arthur Dreyfuss et Arthur Dreifuss.
Œuvres principales
- La Synthèse du camphre
- Belle Famille
- Histoire de ma sexualité
- Journal sexuel d'un garçon d'aujourd'hui

Arthur Dreyfus, né le 4 juin 1986 à Lyon, est un écrivain, scénariste, réalisateur et journaliste franco-suisse. En 2009, il est le premier lauréat du prix du jeune écrivain de langue française pour sa nouvelle Il déserte.

## Biographie

### Famille et formation
Né à Lyon, Arthur Dreyfus est un petit-fils de déporté et le fils de l'écrivaine Isabelle Kauffmann.
Il étudie en classes préparatoires littéraires au lycée Henri-IV, avant d'être diplômé du Celsa et d'obtenir un master de marketing et de communication à l'Institut d'études politiques de Paris.

### Parcours artistique
Avant d'écrire, il veut être comédien, et travaille comme prestidigitateur : il se spécialise dans le mentalisme. Il joue dans des publicités, dans la série télévisée Famille d'accueil, réalise des spectacles de magie pour des marques, des aftershows de défilés de mode, et crée en 2006 un numéro de magie avec le comédien Jean-Claude Dreyfus au théâtre des Bouffes-Parisiens.
Il collabore à des projets d'art contemporain : il crée en mars 2014 une performance dans le cadre du projet « Speculation about two unidentified objects » d'Olaf Nicolai, participe à l'exposition collective Laps de la fondation Vasarely en juin 2014, et présente les travaux des artistes Gilles Sebhan, Bertrand Sallé ou Florent Groc Florent.
En duo avec l'artiste plasticien Laurent Pernot, Arthur Dreyfus remporte un appel d'offres public porté par le Pavillon Blanc Henri Molina, centre d'art de la ville de Colomiers, visant à créer une œuvre en la mémoire de Léon Blum, dans le parc du château de l'Armurier, où l'homme politique s'est réfugié 82 jours pendant la guerre. L'exofiction de l'auteur, qui s'est plongé dans la tête de Blum, est publiée dans un livret, et sur un site spécial. L'œuvre physique, composée de phrases sculptées par Laurent Pernot, accompagnée d'une page géante du texte, sont inaugurées en mars 2019 à Colomiers, près de Toulouse.
En septembre 2023, il prépare avec l'artiste Sophie Calle un numéro de magie pour le vernissage de son exposition au musée Picasso. En décembre 2023, l'auteur compose des textes-poèmes qui s'affichent au sein de l'exposition permanente du Mucem, consacrée à l'art populaire.

### Écriture
En 2009, il est le premier lauréat du prix du jeune écrivain de langue française pour sa nouvelle Il déserte, publiée aux éditions Buchet/Chastel. Son premier roman, La Synthèse du camphre, paraît en 2010 chez Gallimard ; il est remarqué par la critique,. L'ouvrage s'inspirant de la vie du grand-père de l'auteur, déporté pendant la Seconde Guerre mondiale, reçoit en mai 2010 le prix de la Plume d'or, puis en septembre 2010 au salon Les Mots Doubs à Besançon, le prix du premier roman, d'un jury présidé par Valentine Goby.
Il publie en octobre 2011 chez Flammarion un essai sur le bonheur, qui intègre le classement des meilleures ventes de documents, Le Livre qui rend heureux.
Chez Gallimard sort en janvier 2012 un deuxième roman inspiré par l'affaire de la disparition de Madeleine McCann, Belle famille, favorablement reçu par la critique. Le livre reçoit le prix Orange du Livre 2012, d'un jury présidé par Erik Orsenna. Le roman est en cours d'adaptation pour le cinéma : Après la tempête par Safy Nebbou avec Bérénice Bejo mais sa sortie n'est pas annoncée.
En décembre 2012, il est l'auteur d'une nouvelle au sein du recueil Noël, quel bonheur !, aux côtés de Chloé Delaume, François Bégaudeau ou Yannick Haenel.
En novembre 2013, il contribue avec d'autres écrivains à la réédition du dernier album de Jacques Higelin, Beau Repaire, qui s'accompagne alors d'un livre, en illustrant l'une des chansons du disque par une nouvelle. La même année, il crée un cycle de performances poétiques trimestrielles « Paysages de fantaisie », à la Maison de la Poésie, à Paris puis à La Rochelle en mars 2014, dans le cadre du Printemps des Poètes. À chaque édition, la performance rassemble des écrivains et des poètes autour d'un jeu sur l'image et le texte, dont Vénus Khoury-Ghata, Pierre Notte ou Valérie Mréjen.
Il reçoit en 2013 le prix Mottart, l'un des prix de soutien à la création littéraire de l'Académie française. Il cite dans ses références et modèles Sacha Guitry, Charles Trenet, Agota Kristof, ou encore Albert Cohen. L'auteur, traduit en anglais (Flammarion US), italien (Salani), allemand (Albino) et coréen (Sigongsa), est l'un des parrains de l'association Bibliothèques sans frontières.
Histoire de ma sexualité, son troisième roman, paraît le 2 janvier 2014 aux éditions Gallimard, un livre « impressionnant d'audace et de maîtrise », selon Le Monde des livres.
En septembre 2015 paraît 101 Robes, beau livre co-édité par les éditions Flammarion et le musée des Arts décoratifs, qui raconte l'histoire de la mode — et du langage de la mode — de 1915 à 2015, à travers cent-une robes. L'ouvrage est le fruit de deux ans de recherches, et sa maquette est confiée au graphiste français Philippe Apeloig.
En février 2016, paraît chez Grasset Correspondance indiscrète, résultat d'une correspondance entre Arthur Dreyfus et l'écrivain Dominique Fernandez, sur l'art et la manière d'écrire le sexe, et d'aborder l'intimité en littérature, à deux générations d'écart ; prétexte, pour Le Monde, à «de belles digressions sur les multiples formes que le désir a de se dire en littérature», qualifié par le critique Jacques Henric de «passionnant échange épistolaire, vif et touchant».
Son quatrième roman, Sans Véronique, paraît à la rentrée littéraire de janvier 2017 aux éditions Gallimard. Il est présenté par Livres Hebdo comme « un puissant roman ancré dans la barbarie actuelle, miracle de puissance, de sensibilité, porté par une écriture très originale ». Le livre figure dans la dernière sélection du Prix Médicis.
Depuis 2016, Arthur Dreyfus est membre du jury du prix littéraire de Trouville, présidé à l'origine par Pierre Bergé.
En janvier 2017, l'auteur participe au livre collectif Qu'est-ce que la gauche ? (Fayard), proposant sa vision de la gauche entre celles de Jean-Luc Mélenchon, Aurélie Filippetti, Régis Jauffret, Laurent Binet, Wajdi Mouawad, Sophia Aram ou Cécile Duflot.
En juin 2017, en partenariat avec la Villa Gillet, l'auteur est invité par le musée des Beaux-Arts de Lyon à choisir une peinture et à composer un texte lu pour un public devant l'œuvre. Il choisit d'évoquer Le Sacrifice d'Abraham de l'Italien Andrea Del Sarto.
En octobre 2017, dans la collection «Le sentiment géographique» de Gallimard, l'auteur publie un récit de voyage en Corée du Sud, intitulé Je ne sais rien de la Corée.
En janvier 2018, les artistes Pierre et Gilles proposent à Arthur Dreyfus d'écrire une nouvelle inspirée de leurs images dans le catalogue de leur nouvelle exposition à la galerie Templon.
Au printemps 2018, aux côtés de Vincent Delerm, Dominique A ou Julien Clerc, l'auteur écrit une chanson (Monsieur, vous vous trompez d'épaule), mise en musique par Ronan Martin, pour le premier album de l'actrice Françoise Fabian, un projet initié par Alex Beaupain.
En mai 2019, il écrit et dirige la création d'une série audio produite par Audible. En sept épisodes, à la manière d'un docu-fiction, elle brosse le portrait de la génération trentenaire. « Mêlant intimité et émotion », selon ActuaLitté, ses personnages sont notamment incarnés par Anaïs Demoustier, Salim Kechiouche, ou Baptiste Lecaplain.
En mars 2021, il publie Journal sexuel d'un garçon d'aujourd'hui aux éditions P.O.L, présenté par Laure Adler comme « une analyse minutieuse et psychanalytique sur le désir et nos pulsions. »
En août 2023 paraît son nouveau roman, La Troisième Main, chez le même éditeur. Le livre reçoit le prix Transfuge du meilleur roman de la rentrée littéraire et la mention spéciale du prix Wepler, ainsi que le prix Castel 2023. Pour l'émission Le Masque et la Plume, ce conte fantastique sur la pulsion est « le livre le plus singulier de la rentrée ». Le roman est en cours d'adaptation au cinéma par le cinéaste Michel Hazanavicius.

#### Littérature jeunesse
En mars 2013, il est à l'origine d'un footing « Tous à poil » devant le Sénat, dans les jardins du Luxembourg à Paris, pour protester contre le « puritanisme ambiant » et « le procès fait à la littérature pour la jeunesse ».
En 2022, pour son podcast Oli, France Inter propose à Arthur Dreyfus d'écrire et de lire un conte inédit pour enfants. Il l'intitule L'Homme le plus lent du monde.
Ma maison et moi, son premier album pour enfant, paraît en avril 2023 aux éditions Robert Laffont. Il raconte l'histoire d'amitié secrète entre un petit garçon et sa maison, qu'il devra quitter à cause d'un déménagement. Le livre est illustré par l'artiste Elliot Royer.
En janvier 2023, l'auteur écrit pour le musée mobile du Centre Pompidou un autre conte pour enfants, inspiré d'une œuvre de la collection : Le Collectionneur d'histoires tristes.
Mes maisons archi zinzins, aux Éditions Courtes et Longues, paraît en septembre 2023. Illustré par Raphaël Journaux, l'ouvrage est un catalogue de maisons folles, légué par un grand-père architecte à sa petite-fille, qui souhaite devenir architecte comme lui. L'ouvrage reçoit le prix Chronos 2025 dans la catégorie CE1/CE2, remis par plus de 4000 jurés âgés de 5 à 105 ans.
En octobre 2024 paraît un nouvel album illustré par Églantine Ceulemans, aux éditions Flammarion, La Reprochante. Il est question, avec ce conte dans l'esprit de Roald Dahl, d'une voisine terrifiante, qui fait peur à tout un immeuble, mais qui a ses raisons secrètes d'être si méchante.
En 2025 paraît L'Étonnante histoire de l'homme le plus lent du monde, adapté du podcast OLI, illustré par l'artiste portugais Sim Mau, et publié aux éditions Rue du monde.

### Théâtre
Son premier projet théâtral, sur les jeunes années de Charles Trenet, est créé à Nantes en mars 2013, salle Vasse.
En janvier 2023, en partenariat avec le TAP et le CDN de Poitiers, dans le cadre des Rencontres d'hiver, il présente sa première pièce de théâtre, Les Grandes illusions, un dialogue entre une mère et son fils. L'auteur interprète lui-même le rôle du fils, face à l'actrice Anne Alvaro dans une mise en lecture de Laurent Charpentier.
La pièce est annoncée pour avril 2026 aux Plateaux Sauvages à Paris, avec Hélène Alexandridis dans le rôle de la mère.

### Cinéma, télévision
En tandem avec Gurwann Tran Van Gie, il est le cocréateur et le coréalisateur de la série Un film sans, diffusée sur TPS Star (40 épisodes), avec comme acteurs Nicolas Maury ou Cyrille Eldin. Le duo a également écrit et filmé des chroniques culturelles pour l'émission Entrée Libre présentée sur France 5 par Laurent Goumarre, et est par ailleurs auteur de sketches pour des humoristes.
En 2012, Arthur Dreyfus réalise son premier court métrage, tourné avec un Iphone, Isabelle H, documentaire-fiction en forme de journal intime. Le film est projeté à La Fémis en avril 2013 dans le cadre du cycle de cinéma contemporain Point Ligne Plan, et devient le premier épisode de la série Contes d'acteur produite par Tamara Films et diffusée par Ciné+, chaque épisode étant construit autour d'un acteur différent et de ses faux-semblants, dont Jean-Christophe Bouvet, Andy Gillet, Arielle Dombasle ou Françoise Fabian. La série est diffusée fin 2015 sur Ciné +, et présentée en avant-première au Festival international du film indépendant de Bordeaux, puis au festival Chéries Chéris.
L'auteur travaille également à des scénarios pour le cinéma. Il met en scène avec Jérémie Lippmann, en 2013, le défilé de la marque Thomsen à l'Hôtel du temps, à Paris, et en 2014 au sein de la galerie Emmanuel Perrotin.
En 2014, il est juré pour les longs métrages du festival Chéries-Chéris à Paris, et préside le jury du festival Black Movie du film indépendant de Genève.
À la rentrée 2016, il devient membre de la commission d'aide à l'écriture et de soutien au scénario du CNC. La même année, il est acteur dans le troisième film de Noël Herpe, Le Système du docteur Goudron.
Depuis la rentrée 2018, il enseigne la création documentaire dans le cadre du master Production-Réalisation-Scénario de l'université Paris-1 Panthéon-Sorbonne.
En avril 2019, au musée de la photographie de Chengdu, est projeté son premier documentaire en tant qu'auteur, Les Grandes Vacances : une vie de Bernard Faucon, sur l'œuvre du photographe français. Le film intègre la collection permanente du musée, où une salle lui est consacrée.
Son premier long métrage documentaire, Noël et sa mère, obtient l'aide au développement renforcé du CNC. Il figure parmi la sélection officielle de plusieurs festivals : FID Marseille, Entrevues Belfort, Chéries-Chéris. Le film sort en salles le 15 décembre 2021.
En janvier 2021, est diffusé sur Ciné+ son  documentaire, Catherine Frot, tous ces yeux qui vous regardent…, portrait intime de l'actrice française, dont il compose également la musique originale.
En 2022, il fait partie des 14 personnes qui témoignent dans le court métrage documentaire Les Habits de nos vies réalisé par Stéphane Mercurio.
En 2024, la Maison Eric Rohmer lui propose de réaliser un film poétique autour de la maison natale du cinéaste, avec l'une de ses muses, Arielle Dombasle. Arthur Dreyfus tourne à l'iPhone, accompagné de l'ingénieur son de Rohmer, Pascal Ribier.
Son deuxième long-métrage documentaire, Les Madeleines, est le portrait en huis clos d'un dandy décadent, ayant consacré sa vie à l'art et au sexe. La musique du film est composée par Superpoze, et son affiche dessinée par Marion Fayolle. L'œuvre est présentée en avant-première dans la compétition documentaire du festival Chéries-Chéris 2024 à Paris.

### Photographie
Après des années de pratique, en novembre 2017, Arthur Dreyfus présente à Paris, à la galerie Patrick Gutknecht, sa première exposition de photographies. Méditation sur l'enfance éternelle et prolongée, ses images prises à l'iPhone sont tirées avec une technique rare, le Cibachrome.
En octobre 2019, l'artiste Joël Andrianomearisoa l'invite à participer à l'exposition collective « ALMOST HOME » au sein de la galerie RX à Paris, aux côtés de Benjamin Sabatier, de Denis Darzacq, ou d'Odile Decq. Il y présente de nouvelles photographies, ainsi qu'une série de poèmes.

### Journalisme
Pendant quelques mois à partir de janvier 2012, il présente une chronique hebdomadaire dans l’émission culturelle de France 2, Avant-premières.
De 2014 à 2022, il est le correspondant chargé de la culture française dans l'émission Plus on est de fous, plus on lit, animée par Marie-Louise Arsenault et diffusée sur Radio Canada.
En décembre 2015, il produit une semaine d'émissions pour France Culture, sur le thème « Musique et bonheur ».
En tant que journaliste de presse écrite, Arthur Dreyfus a collaboré aux magazines Positif, Technikart, la revue d'art suisse ArtPassions, Stiletto, et participe régulièrement à d'autres titres comme Vogue, Tempura, Madame Figaro (pour qui il chronique les fashion weeks), ou la nouvelle formule du magazine américain Holiday Magazine. Il se spécialise dans les grands entretiens (Carla Bruni, Catherine Deneuve, Neymar, Olivier Saillard, Jean-Paul Goude, Inès de La Fressange, Angèle, Laetitia Casta, Jane Fonda, Anna Karina, Xavier Veilhan, Anne Hathaway, Dua Lipa…).
Il écrit également des textes pour des programmes d'opéra, des expositions et des livres d'art. L'auteur prête aussi sa plume à des maisons de mode : Lancel, Mauboussin, Fendi. À l'été 2023, il est invité dans les studios de création de Chanel Haute Couture et de Courrèges, à l'occasion d'un reportage littéraire pour le magazine Holiday.
Depuis 2017, il écrit le programme musical des Sommets Musicaux de Gstaad.
Depuis 2021, il chronique "le roman du mois" dans Philosophie Magazine.

#### À France Inter
Arthur Dreyfus entre à France Inter en 2011 pour présenter l'émission La Période bleue, dans laquelle il interroge des personnalités (le sculpteur Ousmane Sow, le musicien Chilly Gonzales, l'humoriste Anne Roumanoff, l'acteur Jean-Claude Dreyfus ou l'écrivain Gilles Leroy…) sur leurs premiers souvenirs artistiques, chaque samedi de l'été, de 21h à 22h.
Il reste à l'antenne le samedi soir tout au long de la saison 2011-2012, cette fois de 22 h à minuit avec l'émission musicale Chantons sous la nuit où il reçoit notamment Biyouna, Brigitte Fontaine et Juliette Gréco, avec la complicité de Gurwann Tran Van Gie. Il assure également des chroniques sur le cinéma et la littérature dans l'émission quotidienne culturelle Ouvert la nuit, présentée entre 21 h et 23 h par Alexandre Héraud et Tania de Montaigne.
Ces chroniques se poursuivent pendant la saison suivante, où il intervient également chaque samedi dans le 5/7 du week-end, présenté par Laurence Garcia, pour une nouvelle chronique littéraire intitulée « Le tire-lire ».
L'été 2013, il présente le magazine culturel Je vous demande de sortir, tous les jours en direct et en public depuis les festivals de l'été, avec une nouvelle fois la participation de Gurwann Tran Van Gie. À la rentrée 2013-2014, à partir du le 26 août, il est de retour à l'antenne avec une émission diffusée de 17 h à 18 h du lundi au jeudi, qui remplace Le Grand Entretien de François Busnel, et qui s'intitule Encore heureux. Jacques Le Goff y donne son tout dernier entretien.

#### À Canal +
Durant la saison 2016, autour d'Augustin Trapenard, il est un des critiques de cinéma de l'émission Le Cercle, sur Canal+. À partir de la rentrée 2018, il présente « La séquence du spectateur » dans Tchi Tcha, l'émission de cinéma de la chaîne.

## Prises de position
Sur des sujets généralement liés aux médias ou à la question des mœurs et de la sexualité, l'auteur publie régulièrement des tribunes dans Le Monde, sur Rue89, l'Obs ou le journal Libération.
Invité par le maire Gérard Collomb — aux côtés d'Érik Orsenna et de Marc Lambron —, Dreyfus est un des artistes venus soutenir Emmanuel Macron lors de son grand meeting à Lyon. Entre les deux tours, pour lutter contre le « ni-ni », il publie une lettre à ses « amis lepénistes », appelant à voter contre Marine Le Pen. À la rentrée littéraire 2023, il fait partie des écrivains invités pour un déjeuner à l'Élysée par Brigitte Macron et Emmanuel Macron.
En février 2019, après la profanation par des croix gammées du cimetière de Quatzenheim en Alsace, il poste sur sa page Facebook un poème contre la haine antisémite, partagé des dizaines de milliers de fois, et qui est lu par les enfants de la ville, avec des textes de Simone Veil, lors d'une cérémonie.
En septembre 2023, Dreyfus est l'un des écrivains à refuser de collaborer avec la nouvelle formule du Journal du dimanche, dirigée par Geoffroy Lejeune.

## Publications
- L'Étonnante histoire de l'homme le plus lent du monde, Rue du Monde, 2025
- La Reprochante, Flammarion, octobre 2024
- Ego Hugo, coll. « La Lettre Zola », 2024
- Mes maisons archi-zinzins, septembre 2023  (ISBN 2352903769)
- La Troisième Main, P.O.L, août 2023  (ISBN 978-2818058619)
- Ma maison et moi, illustré par Elliot Royer, Robert Laffont, avril 2023  (ISBN 978-2221266960)
- L'Impossibilité d'écrire, Gallimard, Tracts de crise (n° 10), mars 2022
- Journal sexuel d'un garçon d'aujourd'hui, P.O.L, mars 2021  (ISBN 978-2818051795)
- Nous sommes peut-être passés à côté d'une belle histoire, éditions de l'Œil, 2017
- Je ne sais rien de la Corée, Gallimard, octobre 2017  (ISBN 2072718821)
- Sans Véronique, Gallimard, janvier 2017  (ISBN 2072688876)
- 101 Robes (beau livre), maquette de Philippe Apeloig, Flammarion et Les Arts Décoratifs, septembre 2015  (ISBN 2081353113)
  - (en) Defining Dresses[98], aux États-Unis et en Grande-Bretagne
- Histoire de ma sexualité, Gallimard, coll. « Blanche », janvier 2014  (ISBN 978-2070143986)
- Belle famille, Paris, Gallimard, coll. « Blanche », 2012, 244 p.  (ISBN 978-2-07-013653-7)
- Le Livre qui rend heureux, ill. de François Xavier Goby, Paris, Flammarion, 2011, 122 p.  (ISBN 978-2-08-126633-9)
- La Synthèse du camphre, Paris, Gallimard, coll. « Blanche », 2010, 253 p.  (ISBN 978-2-07-012736-8)

### Ouvrages collectifs, participations, collaborations
- Collectif, Les Magnifiques, Flammarion
- Avec Laurent Pernot, 82 jours à l'Armurier, Colomiers, mairie de Colomiers, 72 p.  (ISBN 978-2-90-851679-1)
- Arnaud Genon, Fou d'Hervé, PUL, 2022
- Colombe de Naes, éditions de l'Œil, 2022
- Les Grandes Vacances – Une vie de Bernard Faucon, Artron Books, 2019
- Pierre et Gilles, Le Temps imaginaire, galerie Daniel Templon, 2018
- Collectif, Qu'est-ce que la gauche ?, Fayard, 2017  (ISBN 978-2213704586)
- Collectif, Lancel, Flammarion, 2016
- Avec Dominique Fernandez, Correspondance indiscrète, Grasset, février 2016  (ISBN 2246858836)
- Collectif, Enfances, adolescences : 5 nouvelles inédites, Librio littérature, juin 2015  (ISBN 2290101664)
- Collectif, Beau repaire : Jacques Higelin reçoit, Actes Sud, novembre 2013  (ISBN 979-1091489102)
- Collectif, Noël, quel bonheur !, Paris, Armand Colin, 2012  (ISBN 978-2200283223)
- Collectif, Il déserte, nouvelle dans l'ouvrage éponyme rassemblant les textes des lauréats du prix du jeune écrivain, Buchet/Chastel, Paris 2009  (ISBN 978-2283023860)

### Préfaces
- Collectif, Quelles est la couleur du ciel aujourd'hui et autres nouvelles, Buchet/Chastel, 2021
- Véronique Griner-Abraham, Veillissimo, éditions Hygée, janvier 2014